# Гордонвил (Пенсилванија)
Гордонвил (енгл. Gordonville) насељено је место без административног статуса у америчкој савезној држави Пенсилванија.

## Демографија
По попису из 2010. године број становника је 508.
| Група             | 2000.    | 2010.       |
| Белци             | 0 (0,0%) | 482 (94,9%) |
| Афроамериканци    | 0 (0,0%) | 11 (2,2%)   |
| Азијати           | 0 (0,0%) | 0 (0,0%)    |
| Хиспаноамериканци | 0 (0,0%) | 10 (2,0%)   |
| Укупно            | 0        | 508         |